# Вульфф, Майкл
Майкл Блиден Вульфф (англ. Michael Wolff; р. 31 июля 1952, Викторвиль) — американский джазовый пианист, вокалист, бэнд-лидер и продюсер. Он наиболее известен как музыкальный директор шоу известного комика Арсенио Холла, а также своей работой с такими джазовыми музыкантами как Кол Чейдер, Уоррен Зивон, Уэйн Шотер и Сонни Роллинз. Обладатель наград за музыку для телевидения.

## Дискография
| Дата             | Название                      | Лейбл               | Ссылка               |
| ---------------- | ----------------------------- | ------------------- | -------------------- |
| 1993             | Michael Wolff                 | Columbia Records    |                      |
| 1995             | 2 AM                          | Cabana Boy Records  |                      |
| 1995             | Jumpstart                     | Jimco               |                      |
| 1997 29 июля     | Michael Wolff Christmas       | Beacon Records      |                      |
| 1998 27 января   | Portraiture, the Blues Period | Varese              |                      |
| 2000 10 октября  | Impure Thoughts               | Razor & Tie Music   |                      |
| 2001 16 октября  | Intoxicate                    | Indianola Records   |                      |
| 2002 19 июня     | Sexual Healing                | 3D                  |                      |
| 2003 9 декабря   | Christmas Moods               | Artemis Records     |                      |
| 2004 9 ноября    | Dangerous Vision              | Artemis Records     |                      |
| 2006 21 августа  | Something Blue                | Pony Canyon Records |                      |
| 2006 31 октября  | Love and Destruction          | Wrong               |                      |
| 2007 21 августа  | Jazz, Jazz, Jazz              | Wrong               |                      |
| 2007 28 сентября | Pandora’s Box                 | Esc Records         | (недоступная ссылка) |
| 2009 10 февраля  | Joe’s Strut                   | Wrong               |                      |